# اندیس گشولیک ۲
گشولیک ۲ یک اندیس فلزی است که در حوالی شهر قلعه منوجان استان کرمان قرار دارد و مادهٔ معدنی موجود در آن، مس است.سنگ میزبان این اندیس بازالت ، آهک پلاژیک است و دیرینگی آن به دوران کرتاسه بالایی می‌رسد. در این اندیس، پاراژنز‌های آزوریت ، لیمونیت ، کلسیت ، کائولن یافت می‌شوند.